# Glisenti Modelo 1910

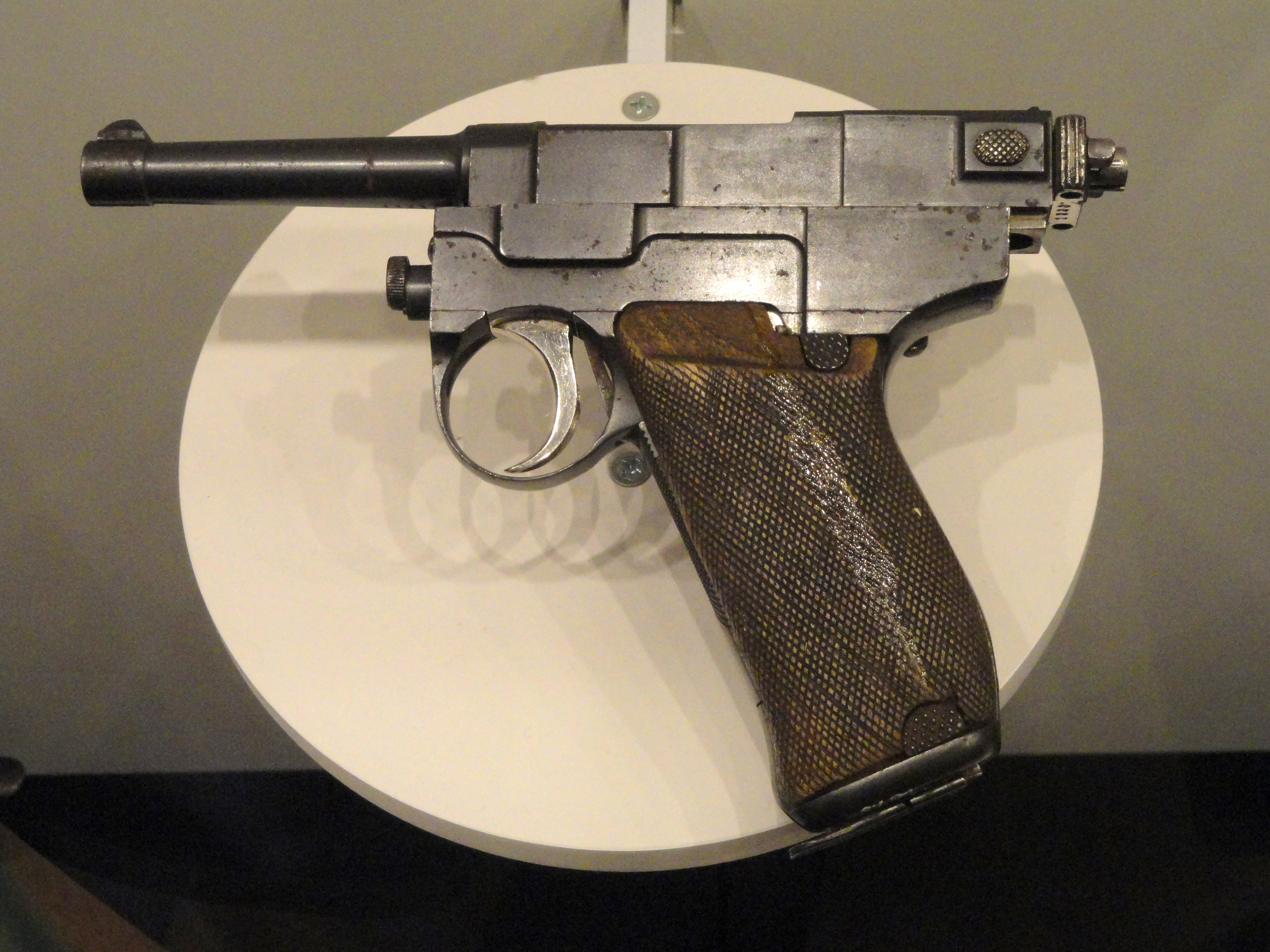
Uma pistola Glisenti Modello 1910.

A Glisenti Modello 1910 foi uma pistola semiautomática de 9 mm produzida pela empresa italiana Società Siderurgica Glisenti. Foi colocada em produção em 1910 para substituir o já obsoleto revólver Bodeo Modello 1889. Ela esteve em serviço de forma ampla na Primeira e na Segunda Guerra Mundial com o Exército italiano. A "Modello 1910" tem um sistema de disparo complexo e fraco, que exigia que a pistola usasse cartuchos com carga mais fraca em relação às pistolas de igual calibre da época.

## História

### Desenvolvimento
A criação de uma pistola de serviço para suplantar o Bodeo Modello 1889, começou a ser alvo de rumores no final de 1903. A pistola foi projetada pelo inventor italiano Abiel Bethel Revelli. Revelli passou vários anos no desenvolvimento de um protótipo antes de patentear seu projeto para a Siderúrgica Glisenti de Turim. A empresa Glisenti adquiriu a máquina para iniciar a produção do Reino Unido em 1906, mas vendeu os direitos de fabricação para Metallurgica Brescia già Tempini.

### Projeto Original
A Glisenti Modello 1910 foi originalmente projetada para disparar uma munição 7,65×22 mm. A pistola conhecida como "Modello 1906" começou a ser produzida em 1908. O "Modello 1906" não conseguiu impressionar o Exército italiano e foi solicitado que usasse munição semelhante ao 9 mm alemão. A reformulação foi chamada de "Modello 1910" e foi formalmente adotada pelo Exército italiano. Para reduzir o recuo, e devido ao design fraco da pistola, o Modello 1910 teve que utilizar a munição 9mm Glisenti. O 9mm Glisenti é estruturalmente semelhante ao 9×19 mm Parabellum, mas tem uma velocidade de saída menor.

## Substituição
A Metallurgica Bresciana già Tempini em 1912, tentou melhorar o design da Modello 1910. A melhoria da pistola apresentada foi batizada como "Brixia", e foi enviada para o Exército italiano para aprovação. A "Brixia" era melhor, mas não o suficiente para provocar uma mudança no Exército italiano. A "Brixia" foi mais tarde vendida para o mercado civil, mas a eclosão da I Guerra Mundial levou ao cancelamento do projeto.
A Glisenti Modello 1910 permaneceu em produção até o início da década de 1920. Em números crescentes a partir de 1916 em diante, a Glisenti começou a ser gradualmente substituída pela "Ruby" produzida na Espanha e pela Beretta M1915. A Beretta mais tarde se tornou a pistola oficial de serviço no Exército italiano em 1934. A Glisenti foi declarada obsoleta no mesmo ano, mas viu serviço limitado na II Guerra Mundial.